# Ali Maow Maalin
Ali Maow Maalin (também Mao Moallim e Mao' Mo'allim) (1954 – 22 de julho de 2013) foi um somali trabalhador da saúde e cozinheiro de hospital de Merca que é a última pessoa conhecida no mundo de ter sido infectada por Variola minor de ocorrência natural.
Ele foi diagnosticado com a doença em outubro de 1977 e recuperou-se totalmente. Apesar de ter tido vários contatos, nenhum deles desenvolveu a doença e uma campanha agressiva de contenção teve sucesso em prevenir um surto.
A varíola foi declarada como erradicada globalmente pela OMS (Organização Mundial da Saúde) dois anos depois. Maalin foi a seguir envolvido na bem-sucedida campanha pela erradicação da poliomielite na Somália, e morreu de malária durante vacinações contra poliomielite, após a reintrodução do vírus em 2013.

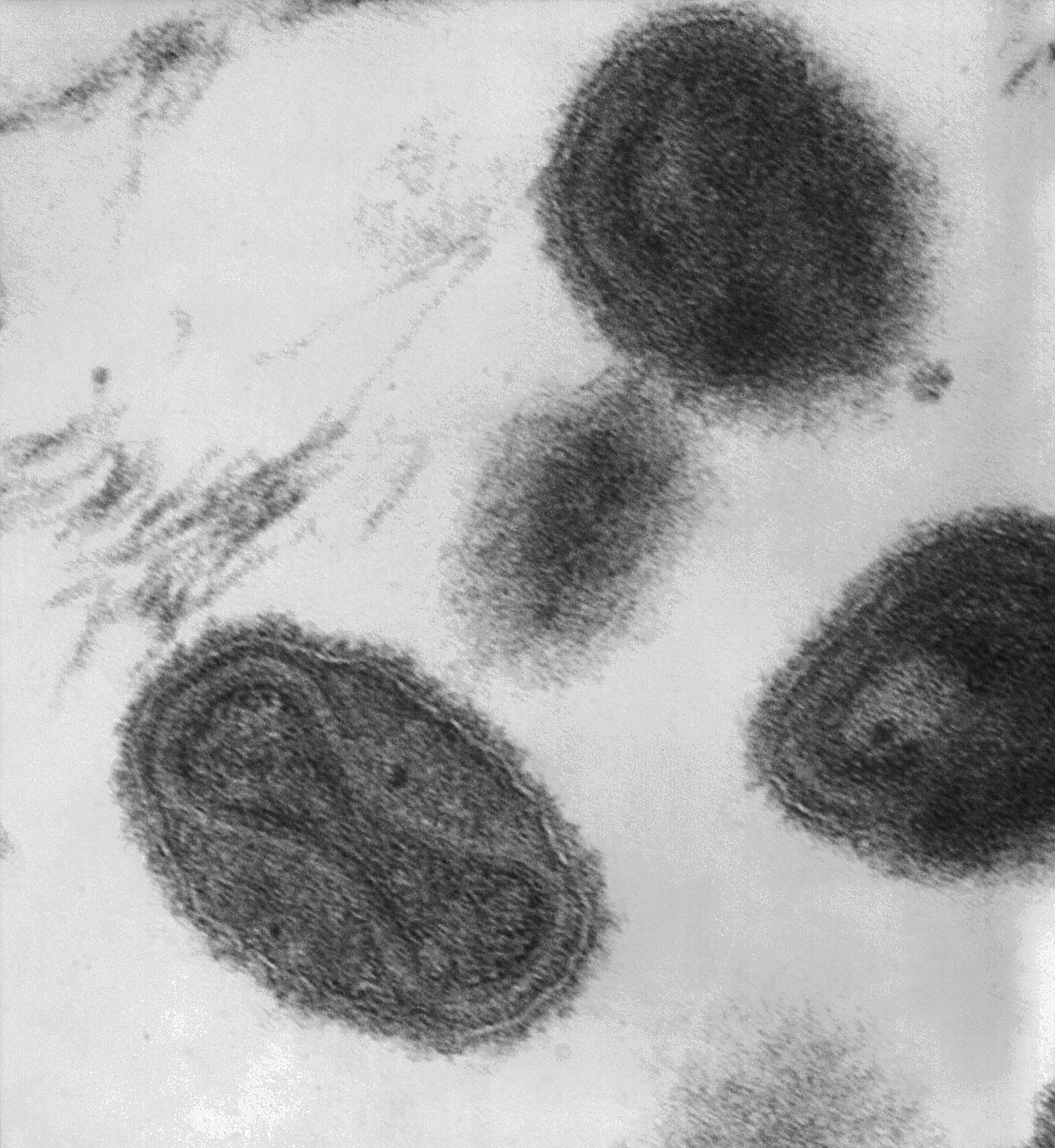
Vírus da varíola.

## Contenção do surto em potencial
Múltiplas medidas foram tomadas para conter o surto em potencial na cidade de Merca. A resposta foi coordenada por Weisfeld e Karl Markvart. Os contatos de Maalin foram todos traçados pela equipe de erradicação da OMS. Um total de 161 contatos foram identificados, dos quais 41 não haviam sido vacinados. Havia 91 pessoas que estiveram em contato face-a-face com Maalin, 12 dos quais não estavam vacinados. Alguns de seus contatos viviam até a 120 km fora da cidade. Todos os contatos foram mantidos sob vigilância durante seis semanas. Seus contatos face-a-face e as respectivas famílias foram vacinadas, mas nenhum deles deu algum sinal de estar infectado.
O Hospital de Merca foi fechado para novos pacientes, toda a equipe médica foi vacinada, e pacientes existentes foram mantidos em quarentena, in situ. Os residentes das 50 casas vizinhas aos alojamentos de Maalin foram vacinados, e as vacinações foram depois estendidas à enfermaria da cidade em que Maalin vivera.
Buscas casa-a-casa através de toda a cidade buscaram por casos. Pontos de inspeção policiais foram estabelecidos em todas as saídas para a cidade, incluindo caminhos a pé, para vacinar qualquer um que passasse ali e não tivesse sido imunizado recentemente. Um total de 54.777 pessoas foram vacinadas nas duas semanas a seguir à isolação de Maalin.
A resposta depois ampliou-se, com buscas casa-a-casa mensais através da região, ampliando-se para uma busca através da Somália, completada em dezembro de 1977.